# Сењ (Ен)
Сењ (фр. Ceignes) је насељено место у Француској у региону Рона-Алпи, у департману Ен (Рона-Алпи).
По подацима из 2011. године у општини је живело 261 становника, а густина насељености је износила 26,07 становника/km².

## Демографија
| 1962. | 1968. | 1975. | 1982. | 1990. | 2011. |
| ----- | ----- | ----- | ----- | ----- | ----- |
| 131   | 124   | 114   | 136   | 160   | 261   |